# Jasad
Jasad (Corps en arabe) est une revue culturelle basée à Beyrouth, spécialisée dans les arts, littératures et sciences du corps.

## Histoire
Fondée en 2008, le premier numéro de la revue Jasad parut en décembre de la même année et suscita immédiatement une grande polémique, du fait que la revue traite de sujets tabous dans la société et langue arabe.
La fondatrice, rédactrice en chef et éditrice de la revue est l’écrivain et journaliste libanaise Joumana Haddad.